# Девушка входит в бар
«Де́вушка вхо́дит в бар» (англ. Girl Walks into a Bar) — американская комедия 2011 года режиссёра Себастьяна Гутьерреса, сразу выпущенная для показа исключительно в Интернете. В главных ролях Карла Гуджино, Закари Куинто, Аарон Твейт и Эммануэль Шрики. В США фильм доступен для бесплатного просмотра на YouTube при спонсорской поддержке Lexus.

## Сюжет
Стоматолог Ник (Закари Куинто) решает нанять киллера для убийства своей жены. Бывший полицейский под прикрытием, Фрэнсис Драйвер (Карла Гуджино), встречается с ним и представляется киллером. После того, как они договорились, Ник уходит, обещая заплатить в течение ночи $ 20 000. Фрэнсис знакомится с молодым человеком, Генри (Аарон Твейт), который крадёт её бумажник, в котором находится запись разговора с Ником, доказывающая его вину.
Фрэнсис начинает искать Генри по всем клубам города. По мере продвижения её поисков всё больше и больше людей включается в цепочку событий. В каждом из 10 баров её ждут 10 различных приключений. Она сталкивается с сестрой (Эммануэль Шрики) и отцом Генри (Роберт Форстер), гангстером Альдо (Дэнни Де Вито) — пациентом Ника, который требует с него деньги, с барменом Камиллой (Эмбер Валлетта), у которой проблемы с её соседом, а также с Джун (Розарио Доусон), участницей клуба нудистов, играющих в пинг-понг. Также она встречает своего бывшего мужа, Эммита (Гил Беллоуз), которому в очередной раз что-то нужно от неё.

## В ролях
| Актёр           | Роль                            |
| --------------- | ------------------------------- |
| Карла Гуджино   | Фрэнсис Драйвер экс-полицейский |
| Закари Куинто   | Ник дантист                     |
| Дэнни Де Вито   | Альдо гангстер, пациент Ника    |
| Джош Хартнетт   | Сэм Салазар наставник Джун      |
| Розарио Доусон  | Джун                            |
| Эммануэль Шрики | Тереза сестра Генри, танцовщица |
| Аарон Твейт     | Генри фотограф                  |
| Роберт Форстер  | Додж отец Генри                 |
| Эмбер Валлетта  | Камилла бармен                  |
| Гил Беллоуз     | Эммит бывший муж Фрэнсис        |
| Алексис Бледел  | Ким                             |
| Кевин Зегерс    | Билли                           |
| Мишель Райан    | Лоретта                         |
| Ксандер Беркли  | Мо                              |
| Лорен Ли Смит   | Карен жена Ника                 |